# Fabián Tourn
Orlando Fabián Tourn (Reconquista, 9 agosto 1967 – Venado Tuerto, 1º aprile 2009) è stato un cestista argentino con cittadinanza italiana.

## Carriera
La prima parte della sua carriera si è sviluppata in Argentina. Con il Ferro Carril Oeste ha vinto tre titoli nazionali (1985, 1986 e 1989). Dal 1991 al 1994 ha vestito la maglia della Nazionale, partecipando anche ai campionati mondiali del 1994.
Nel 2000, all'età di 33 anni, approda nella Serie B1 con l'ingaggio da parte del Cefalù. Nel 2002 ha conquistato la promozione in Legadue con la Robur Osimo, giocando con i marchigiani anche la stagione successiva in seconda serie, partendo prevalentemente dalla panchina. Ha continuato poi la sua carriera nelle minors italiane, l'ultima parentesi fu quella a Martina Franca in Serie C1 negli ultimi mesi della stagione 2007-2008.
Il 1º aprile 2009 è morto a 41 anni di età a causa di un attacco cardiaco.